# 島津忠紀 (垂水家)
島津 忠紀（しまづ ただのり）は、江戸時代前期の薩摩藩士。大隅郡垂水 領主。垂水島津家6代当主。

## 経歴
元和8年（1622年）8月2日、薩摩藩主島津家久（忠恒）の七男として生まれる。母は島津忠清の娘（島津義久の曾孫）。幼名は万千代丸。同母兄に光久、北郷久直がいる。
寛永元年（1624年）、幕府の証人として母、兄の又三郎（光久）、又十郎（久直）とともに江戸に下る。
寛永7年（1630年）4月、将軍徳川家光が島津家屋敷を訪問し、家久や又三郎、又十郎と共に拝謁する。寛永8年（1631年）4月、従五位下・玄蕃頭に叙された。
寛永10年（1633年）、垂水島津久敏の継嗣となっていた久直が北郷家を相続することになり、寛永11年（1634年）5月、垂水島津家の継嗣となる。
寛永14年（1637年）、先代久敏の父で垂水の隠居の久信が死去し（毒殺だといわれる）、垂水島津家の家督を相続した。久信は、父忠恒（家久）と島津宗家の家督を争った因縁の相手で、久信の次男久章を差し置いての相続であった。
正保4年（1647年）8月22日死去。享年26。